# Fotbal Club UTA Arad
Maillots
Actualités
Le FC UTA Arad est un club roumain de football basé à Arad. Il est l’un des clubs les plus titrés de Roumanie avec notamment six championnats de Roumanie et deux coupes de Roumanie.
Au niveau national, l'UTA est l'une des équipes roumaines les plus titrées du XXe siècle, partageant avec le Chinezul Timișoara le record du plus grand nombre de victoires de titre en dehors de Bucarest, ce qui lui a valu le surnom de Campioana Provinciei (« Champion provincial »), un record qui s'est terminé lors de saison 2020-21 lorsque le CFR Cluj remporte son septième trophée de Liga I.

## Historique
- 1945 : fondation du club sous le nom de ITA Arad
- 1950 : le club est renommé Flamura Rosie IT Arad
- 1958 : le club est renommé UT Arad
- 1969 : 1re participation à une Coupe d'Europe (C1, saison 1969/70)
- 1972 : le club atteint les quarts de finale de la Coupe de l'UEFA
- 1984 : le club est renommé FCM UTA Arad
- 1989 : le club est renommé UTA Arad
- 1997 : le club est renommé FC UTA Arad

### Palmarès
| Compétitions nationales | Compétitions internationales             |
| - Championnat de Roumanie (6) - Champion : 1947, 1948, 1950, 1954, 1969, 1970 - Vice-champion : 1972 - Championnat de Roumanie de deuxième division (4) - Champion : 1981, 1993, 2002, 2020 - Vice-champion : 1983, 1989, 1990, 1992, 1999, 2016 - Coupe de Roumanie (2) - Vainqueur : 1948, 1953 - Finaliste : 1950, 1966 | - Coupe UEFA - Quart de finaliste : 1972 |

## Joueurs et personnalités du club

### Effectif actuel (2025-2026)
| N° | Nat.                            | Poste | Nom du joueur                                   |
| -- | ------------------------------- | ----- | ----------------------------------------------- |
| 1  | Drapeau de la Macédoine du Nord | G     | Dejan Iliev                                     |
| 2  | Drapeau de la Roumanie          | D     | Mark Țuțu (prêté par le Ceahlăul Piatra Neamț)  |
| 3  | Drapeau de la Macédoine du Nord | D     | Din Alomerović                                  |
| 4  | Drapeau de la Roumanie          | D     | Alexandru Benga ()                              |
| 5  | Drapeau du Japon                | M     | Sota Mino                                       |
| 6  | Drapeau de la Martinique        | D     | Florent Poulolo                                 |
| 7  | Drapeau de la Hongrie           | A     | Dániel Zsóri                                    |
| 8  | Drapeau de la Roumanie          | M     | Alin Roman                                      |
| 10 | Drapeau de Chypre               | M     | Marinos Tzionis                                 |
| 12 | Drapeau de la Roumanie          | G     | Lucas Roșu                                      |
| 13 | Drapeau de la Roumanie          | D     | Flavius Iacob (prêté par le Corvinul Hunedoara) |
| 19 | Drapeau de la Roumanie          | M     | Valentin Costache                               |
| 20 | Drapeau de la Roumanie          | M     | Denis Țăroi                                     |

| No. | Nat.                   | Position | Nom du joueur       |
| --- | ---------------------- | -------- | ------------------- |
| 21  | Drapeau de la Roumanie | M        | Alexandru Matei     |
| 22  | Drapeau de la Roumanie | A        | Adrian Dragoș       |
| 23  | Drapeau de la Roumanie | M        | Ovidiu Popescu      |
| 24  | Drapeau de la Roumanie | D        | Alexandru Hodoșan   |
| 30  | Drapeau de la Belgique | M        | Benjamin Van Durmen |
| 33  | Drapeau de la Roumanie | G        | Andrei Gorcea       |
| 37  | Drapeau de la Roumanie | A        | Marian Danciu       |
| 60  | Drapeau de l'Ukraine   | D        | Dmytro Pospyelov    |
| 72  | Drapeau de l'Italie    | D        | Andrea Padula       |
| 97  | Drapeau de la Roumanie | M        | Denis Hrezdac       |
|     | Drapeau de la Roumanie | M        | Luca Mihai          |
|     | Drapeau de Madagascar  | A        | Hakim Abdallah      |

### Entraîneurs
- Coloman Braun-Bogdan
- Cicerone Manolache
- Aurel Țicleanu
- Ion Moldovan
- Radu Nunweiller
- Ilie Stan
- Marius Lăcătuș
- Adrian Falub
- Laurențiu Roșu
- Mircea Rednic

### Anciens joueurs
- Marius Cheregi
- Daniel Chiriță
- Marcel Coraș
- Cristian Dănălache
- Flavius Domide
- Helmuth Duckadam
- Gheorghe Gornea
- Cristian Ianu
- Prince Ikpe Ekong
- Emeric Jenei
- Bogdan Mara
- Dumitru Mitu
- Adrian Negrău
- Cristian Panin
- Mircea Petescu
- Iosif Petschovschi
- Ion Pircalab
- Adrian Piț
- Mircea Sasu
- Dennis Man
- Virgiliu Postolachi

## Ancien logo

UT Arad